# جوزپه بورلو
جوزپه بورلو (انگلیسی: Giuseppe Borello؛ زادهٔ ۲۸ آوریل ۱۹۹۹) بازیکن فوتبال است.
از باشگاه‌هایی که در آن بازی کرده‌است می‌توان به باشگاه فوتبال کروتونه اشاره کرد.
وی همچنین در تیم ملی فوتبال زیر ۱۸ سال ایتالیا بازی کرده‌است.